# Lista över olympiska dammedaljörer i kanotsport
Det här är en komplett lista över alla medaljörer i kanotsport vid olympiska sommarspelen från 1948 till 2020.

## Medaljörer

### Slalom

#### C-1
| Spel                   | Guld              | Silver                 | Brons               |
| Tokyo 2020 Detaljer... | Jessica Fox (AUS) | Mallory Franklin (GBR) | Andrea Herzog (GER) |

#### K-1
| Spel                            | Guld                                   | Silver                                 | Brons                                  |
| München 1972 Detaljer...        | Angelika Bahmann (GDR)                 | Gisela Grothaus (FRG)                  | Magdalena Wunderlich (FRG)             |
| 1976-1988                       | Ingick inte i det olympiska programmet | Ingick inte i det olympiska programmet | Ingick inte i det olympiska programmet |
| Barcelona 1992 Detaljer...      | Elisabeth Micheler (GER)               | Danielle Woodward (AUS)                | Dana Chladek (USA)                     |
| Atlanta 1996 Detaljer...        | Štěpánka Hilgertová (CZE)              | Dana Chladek (USA)                     | Myriam Fox-Jerusalmi (FRA)             |
| Sydney 2000 Detaljer...         | Štěpánka Hilgertová (CZE)              | Brigitte Guibal (FRA)                  | Anne-Lise Bardet (FRA)                 |
| Aten 2004 Detaljer...           | Elena Kaliská (SVK)                    | Rebecca Giddens (USA)                  | Helen Reeves (GBR)                     |
| Peking 2008 Detaljer...         | Elena Kaliská (SVK)                    | Jacqueline Lawrence (AUS)              | Violetta Oblinger-Peters (AUT)         |
| London 2012 Detaljer...         | Émilie Fer (FRA)                       | Jessica Fox (AUS)                      | Maialen Chourraut (ESP)                |
| Rio de Janeiro 2016 Detaljer... | Maialen Chourraut (ESP)                | Luuka Jones (NZL)                      | Jessica Fox (AUS)                      |
| Tokyo 2020 Detaljer...          | Ricarda Funk (GER)                     | Maialen Chourraut (ESP)                | Jessica Fox (AUS)                      |

### Slätvatten

#### C-1 200 meter

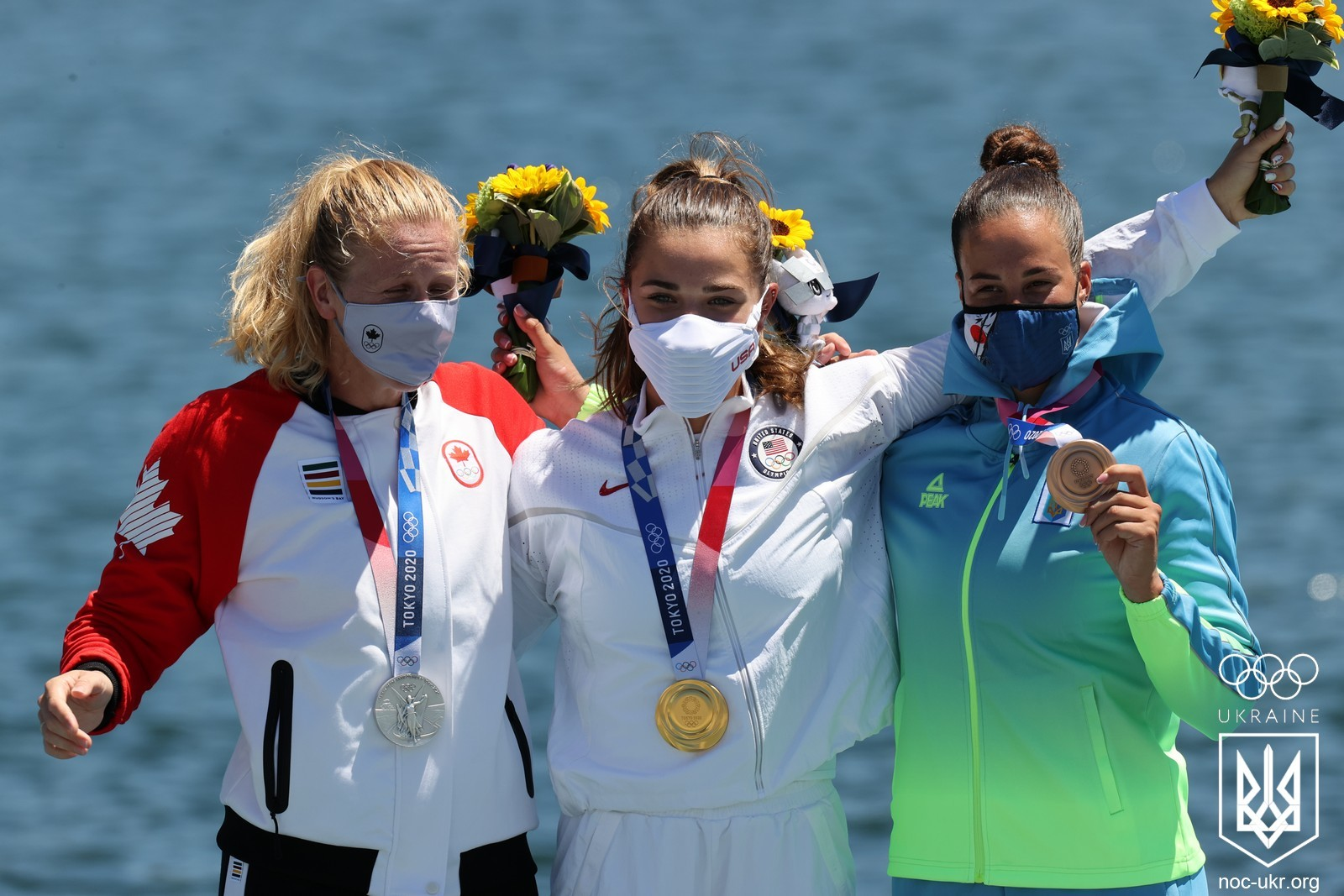
Medaljörerna på C-1 200 meter vid sommarspelen i Tokyo 2020.

| Spel                   | Guld                 | Silver                          | Brons                |
| Tokyo 2020 Detaljer... | Nevin Harrison (USA) | Laurence Vincent-Lapointe (CAN) | Ljudmyla Luzan (UKR) |

#### C-2 500 meter
| Spel                   | Guld                            | Silver                                           | Brons                                             |
| Tokyo 2020 Detaljer... | Xu Shixiao och Sun Mengya (CHN) | Ljudmyla Luzan och Anastasija Tjetverikova (UKR) | Laurence Vincent-Lapointe och Katie Vincent (CAN) |

#### K-1 200 meter
| Spel                            | Guld                  | Silver                    | Brons                    |
| London 2012 Detaljer...         | Lisa Carrington (NZL) | Inna Osypenko (UKR)       | Nataša Dušev-Janić (HUN) |
| Rio de Janeiro 2016 Detaljer... | Lisa Carrington (NZL) | Marta Walczykiewicz (POL) | Inna Osypenko (AZE)      |
| Tokyo 2020 Detaljer...          | Lisa Carrington (NZL) | Teresa Portela (ESP)      | Emma Jørgensen (DEN)     |

#### K-1 500 meter

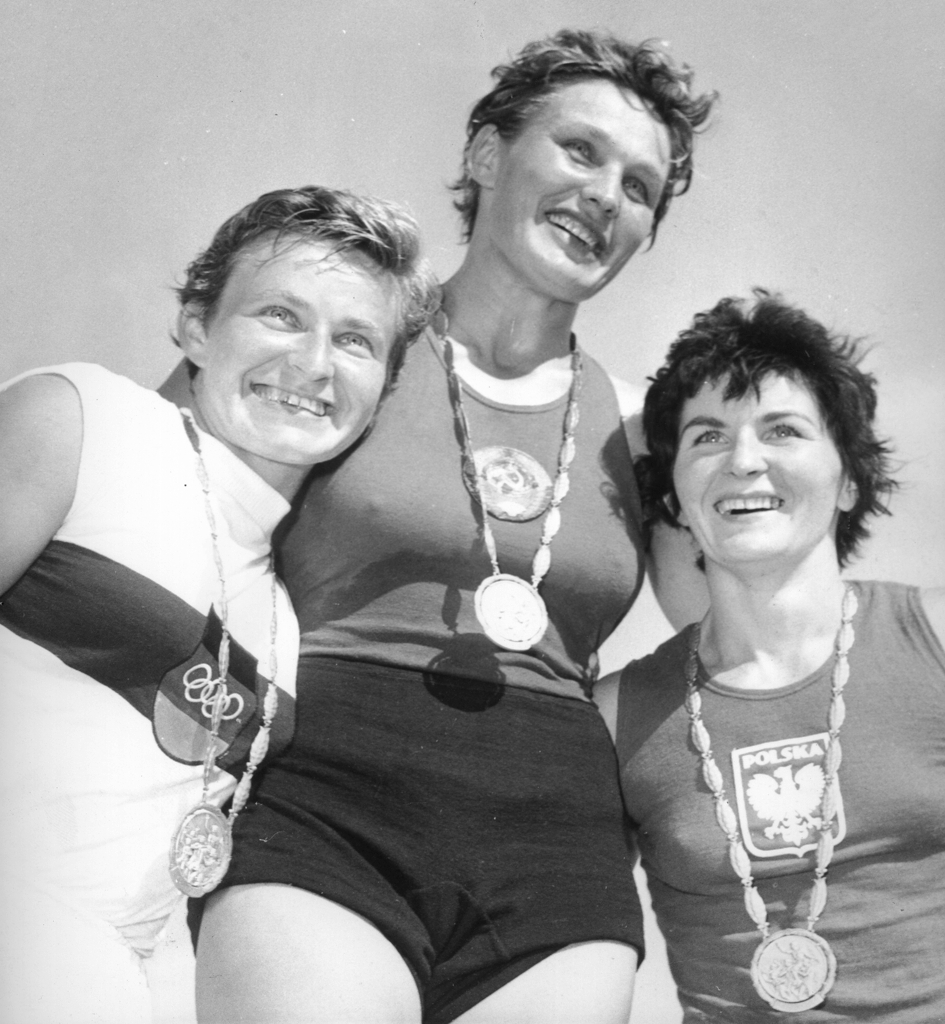
Medaljörerna i K-1 500 meter vid OS i Rom 1960.

| Spel                            | Guld                        | Silver                            | Brons                        |
| London 1948 Detaljer...         | Karen Hoff (DEN)            | Alida van der Anker-Doedens (NED) | Fritzi Schwingl (AUT)        |
| Helsingfors 1952 Detaljer...    | Sylvi Saimo (FIN)           | Gertrude Liebhart (AUT)           | Nina Savina (URS)            |
| Melbourne 1956 Detaljer...      | Jelizaveta Dementieva (URS) | Therese Zenz (EUA)                | Tove Søby (DEN)              |
| Rom 1960 Detaljer...            | Antonina Seredina (URS)     | Therese Zenz (EUA)                | Daniela Walkowiak (POL)      |
| Tokyo 1964 Detaljer...          | Ljudmila Pinajeva (URS)     | Hilde Lauer (ROU)                 | Marcia Jones (USA)           |
| Mexico City 1968 Detaljer...    | Ljudmila Pinajeva (URS)     | Renate Breuer (FRG)               | Viorica Dumitru (ROU)        |
| München 1972 Detaljer...        | Julia Rjabtjinskaja (URS)   | Mieke Jaapies (NED)               | Anna Pfeffer (HUN)           |
| Montréal 1976 Detaljer...       | Carola Zirzow (GDR)         | Tatiana Korsjunova (URS)          | Klára Rajnai (HUN)           |
| Moskva 1980 Detaljer...         | Birgit Fischer (GDR)        | Vanja Gesjeva (BUL)               | Antonina Melnikova (URS)     |
| Los Angeles 1984 Detaljer...    | Agneta Andersson (SWE)      | Barbara Schüttpelz (FRG)          | Annemiek Derckx (NED)        |
| Seoul 1988 Detaljer...          | Vanja Gesjeva (BUL)         | Birgit Schmidt (GDR)              | Izabela Dylewska (POL)       |
| Barcelona 1992 Detaljer...      | Birgit Schmidt (GER)        | Rita Kőbán (HUN)                  | Izabela Dylewska (POL)       |
| Atlanta 1996 Detaljer...        | Rita Kőbán (HUN)            | Caroline Brunet (CAN)             | Josefa Idem (ITA)            |
| Sydney 2000 Detaljer...         | Josefa Idem Guerrini (ITA)  | Caroline Brunet (CAN)             | Katrin Borchert (AUS)        |
| Aten 2004 Detaljer...           | Nataša Janić (HUN)          | Josefa Idem Guerrini (ITA)        | Caroline Brunet (CAN)        |
| Peking 2008 Detaljer...         | Inna Osypenko (UKR)         | Josefa Idem (ITA)                 | Katrin Wagner-Augustin (GER) |
| London 2012 Detaljer...         | Danuta Kozák (HUN)          | Inna Osypenko (UKR)               | Bridgitte Hartley (RSA)      |
| Rio de Janeiro 2016 Detaljer... | Danuta Kozák (HUN)          | Emma Jørgensen (DEN)              | Lisa Carrington (NZL)        |
| Tokyo 2020 Detaljer...          | Lisa Carrington (NZL)       | Tamara Csipes (HUN)               | Emma Jørgensen (DEN)         |

#### K-2 500 meter
| Spel                            | Guld                                                       | Silver                                              | Brons                                             |
| Rom 1960 Detaljer...            | Sovjetunionen Marija Sjubina Antonina Seredina             | Tysklands förenade lag Therese Zenz Ingrid Hartmann | Ungern Klára Fried-Bánfalvi Vilma Egresi          |
| Tokyo 1964 Detaljer...          | Tysklands förenade lag Roswitha Esser Annemarie Zimmermann | USA Francine Fox Glorianne Perrier                  | Rumänien Hilde Lauer Cornelia Sideri              |
| Mexico City 1968 Detaljer...    | Västtyskland Roswitha Esser Annemarie Zimmermann           | Ungern Anna Pfeffer Katalin Rozsnyói                | Sovjetunionen Ljudmila Pinajeva Antonina Seredina |
| München 1972 Detaljer...        | Sovjetunionen Ljudmila Pinajeva Jekaterina Kurysjko        | Östtyskland Ilse Kaschube Petra Grabowsky           | Rumänien Maria Nichiforov Viorica Dumitru         |
| Montréal 1976 Detaljer...       | Sovjetunionen Nina Gopova Galina Kreft                     | Ungern Anna Pfeffer Klára Rajnai                    | Östtyskland Bärbel Köster Carola Zirzow           |
| Moskva 1980 Detaljer...         | Östtyskland Carsta Genäuss Martina Bischof                 | Sovjetunionen Galina Kreft Nina Gopova              | Ungern Éva Rakusz Mária Zakariás                  |
| Los Angeles 1984 Detaljer...    | Sverige Agneta Andersson Anna Olsson                       | Kanada Alexandra Barre Susan Holloway               | Västtyskland Josefa Idem Barbara Schüttpelz       |
| Seoul 1988 Detaljer...          | Östtyskland Birgit Schmidt Anke Nothnagel                  | Bulgarien Vanja Gesjeva Diana Paliiska              | Nederländerna Annemiek Derckx Annemarie Cox       |
| Barcelona 1992 Detaljer...      | Tyskland Ramona Portwich Anke von Seck                     | Sverige Agneta Andersson Susanne Gunnarsson         | Ungern Rita Kőbán Éva Dónusz                      |
| Atlanta 1996 Detaljer...        | Sverige Susanne Gunnarsson Agneta Andersson                | Tyskland Birgit Fischer Ramona Portwich             | Australien Anna Wood Katrin Borchert              |
| Sydney 2000 Detaljer...         | Tyskland Birgit Fischer Katrin Wagner                      | Ungern Katalin Kovács Szilvia Szabó                 | Polen Aneta Pastuszka Beata Sokołowska            |
| Aten 2004 Detaljer...           | Ungern Katalin Kovács Nataša Janić                         | Tyskland Birgit Fischer Carolin Leonhardt           | Polen Aneta Pastuszka Beata Sokołowska            |
| Peking 2008 Detaljer...         | Ungern Katalin Kovács Nataša Janić                         | Polen Beata Mikołajczyk Aneta Konieczna             | Frankrike Marie Delattre Anne-Laure Viard         |
| London 2012 Detaljer...         | Tyskland Franziska Weber Tina Dietze                       | Ungern Katalin Kovács Nataša Dušev-Janić            | Polen Beata Mikołajczyk Karolina Naja             |
| Rio de Janeiro 2016 Detaljer... | Ungern Gabriella Szabó Danuta Kozák                        | Tyskland Franziska Weber Tina Dietze                | Polen Beata Mikołajczyk Karolina Naja             |
| Tokyo 2020 Detaljer...          | Nya Zeeland Lisa Carrington Caitlin Regal                  | Polen Karolina Naja Anna Puławska                   | Ungern Danuta Kozák Dóra Bodonyi                  |

#### K-4 500 meter
| Spel                            | Guld                                                                          | Silver                                                                        | Brons                                                                       |
| Los Angeles 1984 Detaljer...    | Rumänien Agafia Constantin Nastasia Ionescu Tecla Marinescu Maria Ștefan      | Sverige Agneta Andersson Anna Olsson Eva Karlsson Susanne Wiberg              | Kanada Alexandra Barre Lucie Guay Susan Holloway Barbara Olmsted            |
| Seoul 1988 Detaljer...          | Östtyskland Birgit Schmidt Anke Nothnagel Ramona Portwich Heike Singer        | Ungern Erika Géczi Erika Mészáros Éva Rakusz Rita Kőbán                       | Bulgarien Vanja Gesjeva Diana Paliiska Ognyana Petrova Borislava Ivanova    |
| Barcelona 1992 Detaljer...      | Ungern Rita Kőbán Éva Dónusz Erika Mészáros Kinga Czigány                     | Tyskland Katrin Borchert Ramona Portwich Birgit Schmidt Anke Von Seck         | Sverige Anna Olsson Agneta Andersson Maria Haglund Susanne Rosenqvist       |
| Atlanta 1996 Detaljer...        | Tyskland Anett Schuck Birgit Fischer Manuela Mucke Ramona Portwich            | Schweiz Gabi Müller Ingrid Haralamow Sabine Eichenberger Daniela Baumer       | Sverige Susanne Rosenqvist Anna Olsson Ingela Ericsson Agneta Andersson     |
| Sydney 2000 Detaljer...         | Tyskland Birgit Fischer Manuela Mucke Anett Schuck Katrin Wagner              | Ungern Rita Kőbán Katalin Kovács Szilvia Szabó Erzsébet Viski                 | Rumänien Raluca Ioniță Mariana Limbău Elena Radu Sanda Toma                 |
| Aten 2004 Detaljer...           | Tyskland Birgit Fischer Maike Nollen Katrin Wagner Carolin Leonhardt          | Ungern Katalin Kovács Szilvia Szabó Erzsébet Viski Kinga Bóta                 | Ukraina Inna Osypenko Tetyana Semykina Hanna Balabanova Olena Tjerevatova   |
| Peking 2008 Detaljer...         | Tyskland Fanny Fischer Nicole Reinhardt Katrin Wagner-Augustin Conny Wassmuth | Ungern Katalin Kovács Gabriella Szabó Danuta Kozák Nataša Janić               | Australien Lisa Oldenhof Hannah Davis Chantal Meek Lyndsie Fogarty          |
| London 2012 Detaljer...         | Ungern Gabriella Szabó Danuta Kozák Katalin Kovács Krisztina Fazekas          | Tyskland Carolin Leonhardt Franziska Weber Katrin Wagner-Augustin Tina Dietze | Belarus Iryna Pamialova Nadzeja Papok Volha Chudzenka Maryna Pautaran       |
| Rio de Janeiro 2016 Detaljer... | Ungern Gabriella Szabó Danuta Kozák Tamara Csipes Krisztina Fazekas           | Tyskland Sabrina Hering Franziska Weber Steffi Kriegerstein Tina Dietze       | Belarus Marharyta Machnjeva Nadzeja Papok Volha Chudzenka Maryna Litvintjuk |
| Tokyo 2020 Detaljer...          | Ungern Danuta Kozák Tamara Csipes Anna Kárász Dóra Bodonyi                    | Belarus Marharyta Machnjeva Nadzeja Papok Volha Chudzenka Maryna Litvintjuk   | Polen Karolina Naja Anna Puławska Justyna Iskrzycka Helena Wiśniewska       |